# Krigsåret 1921

## Pågående krig
- Grek-turkiska kriget (1919-1922)
  - Grekland på ena sidan
  - Osmanska riket på andra sidan

- Irländska frihetskriget (1919-1921)

- Polsk-sovjetiska kriget (1919-1921)[1]
  - Ryssland och Ukrainska SSR på ena sidan
  - Polen och Folkrepubliken Ukraina på andra sidan

- Ryska inbördeskriget (1918-1922)[2]

## Händelser

### Februari
- 15 - Röda Armén invaderar det mensjevikiska Georgien.

### Mars
- 18 - Freden i Riga avslutar det polsk-sovjetiska kriget 1919-1921.

### September
- 2 - United States Air Force bombar vid Blair Mountain gruvarbetare ledda av Mother Jones med tårgas.

### Okänt datum
- Abd el-Krim upprättar en självständig stat i det inre av Spanska Marocko och besegrar de spanska kolonialtrupperna på närmare 20.000 man som befinner sig där.

### Fotnoter
1. ↑  ”WHKMLA”. http://www.zum.de/whkmla/military/betwwars/russopol19191921.html. Läst 30 juni 2011.
2. ↑  ”World Statesmen”. http://www.worldstatesmen.org/WARS.html. Läst 28 juni 2011.